# Gedenkramen in het Academiegebouw (Groningen)
De gedenkramen in het Academiegebouw in de Nederlandse stad Groningen zijn vijf glas-in-loodramen die herinneren aan de geschiedenis van de Rijksuniversiteit Groningen. Met een van de ramen worden de in de Tweede Wereldoorlog omgekomen professor Leo Polak en studente Anda Kerkhoven herdacht, waarmee dit raam kan worden beschouwd als oorlogsmonument.

## Achtergrond
Koningin Wilhelmina kreeg in 1914 een eredoctoraat van de Groninger universiteit. In 1938 bezocht ze de stad en de universiteit en bood bij die gelegenheid als dank en ter herinnering aan het eredoctoraat een glas-in-loodraam aan. De kunstenaar Johan Dijkstra had in 1935 de opdracht gekregen voor het kleurrijke raam, dat werd aangebracht in het middelste venster van de aula van het Academiegebouw. Hij had vanaf 1937 een eigen atelier in een deel van het Prinsenhof. Dijkstra ontving van de koningin 3120 gulden voor deze opdracht. 
President-curator Van Welderen Rengers sprak bij het bezoek van de koningin de wens uit dat het raam "in lengte van dagen blijven: een teeken van de daadwerkelijke belangstelling van onze Vorstin voor deze Universiteit". Na de onthulling door de kunstenaar hield rector magnificus Frits Zernike een rede, waarin hij de geschiedenis van de universiteit beschreef.
Onder voorzitterschap van burgemeester Pieter Cort van der Linden werd korte tijd later een commissie gevormd om de vier ramen aan weerszijden van het Koninginneraam te voorzien van gebrandschilderd glas. De opdracht voor deze ramen werd eveneens verstrekt aan Dijkstra, het was zijn eerste grote monumentale opdracht. Het leverde hem ook weer nieuwe opdrachten op. In juni 1939 vond in de aula een bijeenkomst plaats, waarbij ter gelegenheid van het 325-jarig bestaan van de universiteit, de ramen symbolisch werden aangeboden aan Jan Rudolph Slotemaker de Bruine, minister van Onderwijs, Kunsten en Wetenschappen. Namens de schenkers werd het woord gevoerd door onder anderen commissaris van de koningin Hans Linthorst Homan en prof. dr. Zernike.

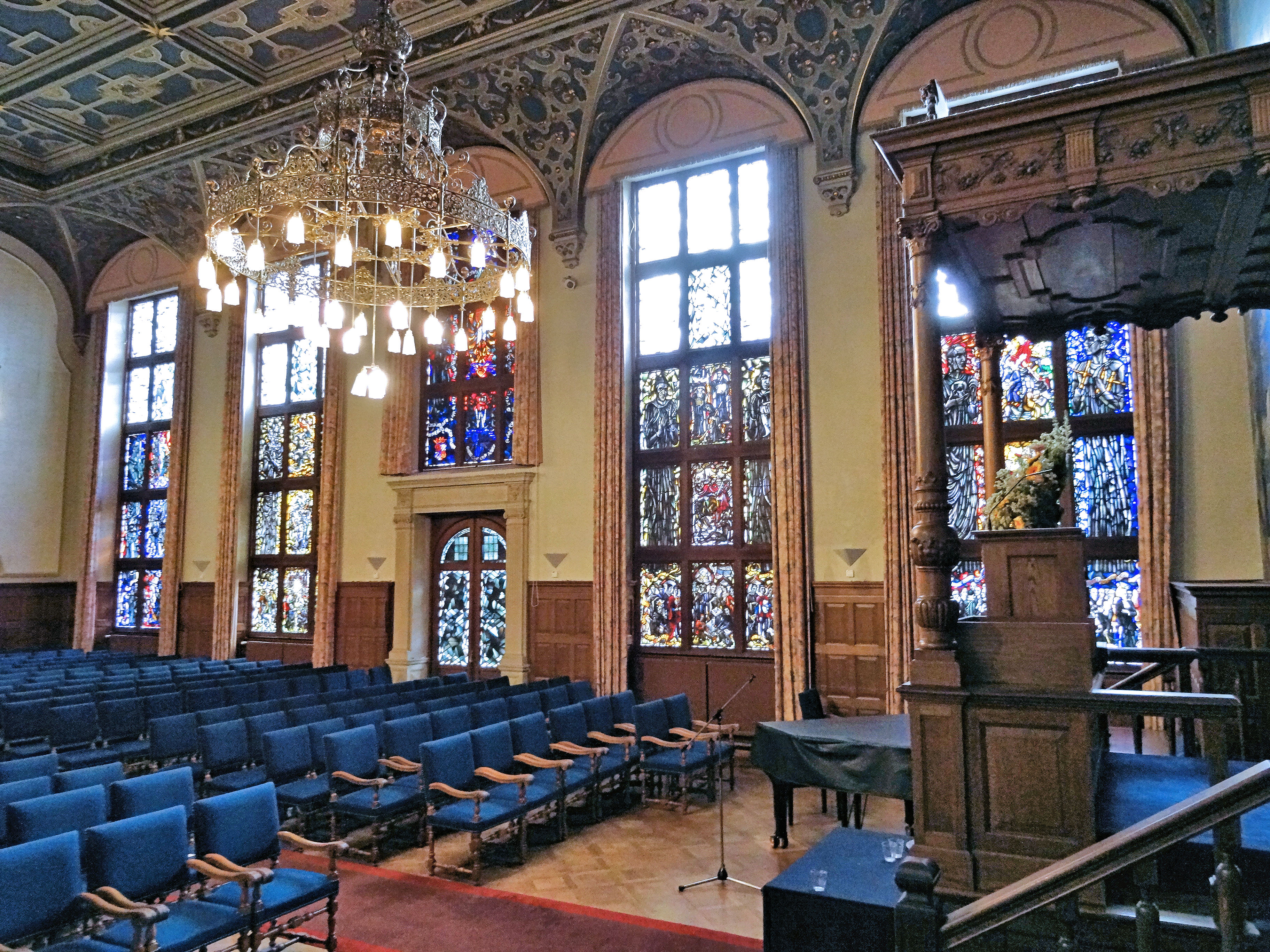
Overzichtsfoto

Het eerste van de vier ramen kwam in de winter van 1939-1940 tot stand, maar het project liep door de oorlog vertraging op. De vier ramen hebben, net als het Koninginneraam, een voorstelling op negen panelen. De zes panelen daarboven hebben een abstract patroon, dat aansluit bij het patroon op de ramen van de balkondeuren. In dit bovendeel is per raam een Grieks aforisme opgenomen. De voorstellingen kregen (van links naar rechts) als thema's: De legende van het licht van Zeerijp, De komst van het christendom, Humanisme en de Reformatie en ten slotte De moderne tijd. Ze beslaan daarmee een periode van de Karolingische tijd tot de 20e eeuw. 
Op 15 september 1951 konden de nieuwe ramen worden onthuld, in aanwezigheid van onder anderen commissaris van de koningin Edzo Hommo Ebels en rector magnificus M.J. Sirks. Sirks sprak een rede uit, waarbij hij inging op de geschiedenis en de voorstelling van de ramen. Aan het eind van zijn verhaal, richtte hij zich in een persoonlijk dankwoord tot Dijkstra en vertelde dat deze was benoemd tot Ridder in de Orde van Oranje-Nassau.

## Beschrijving

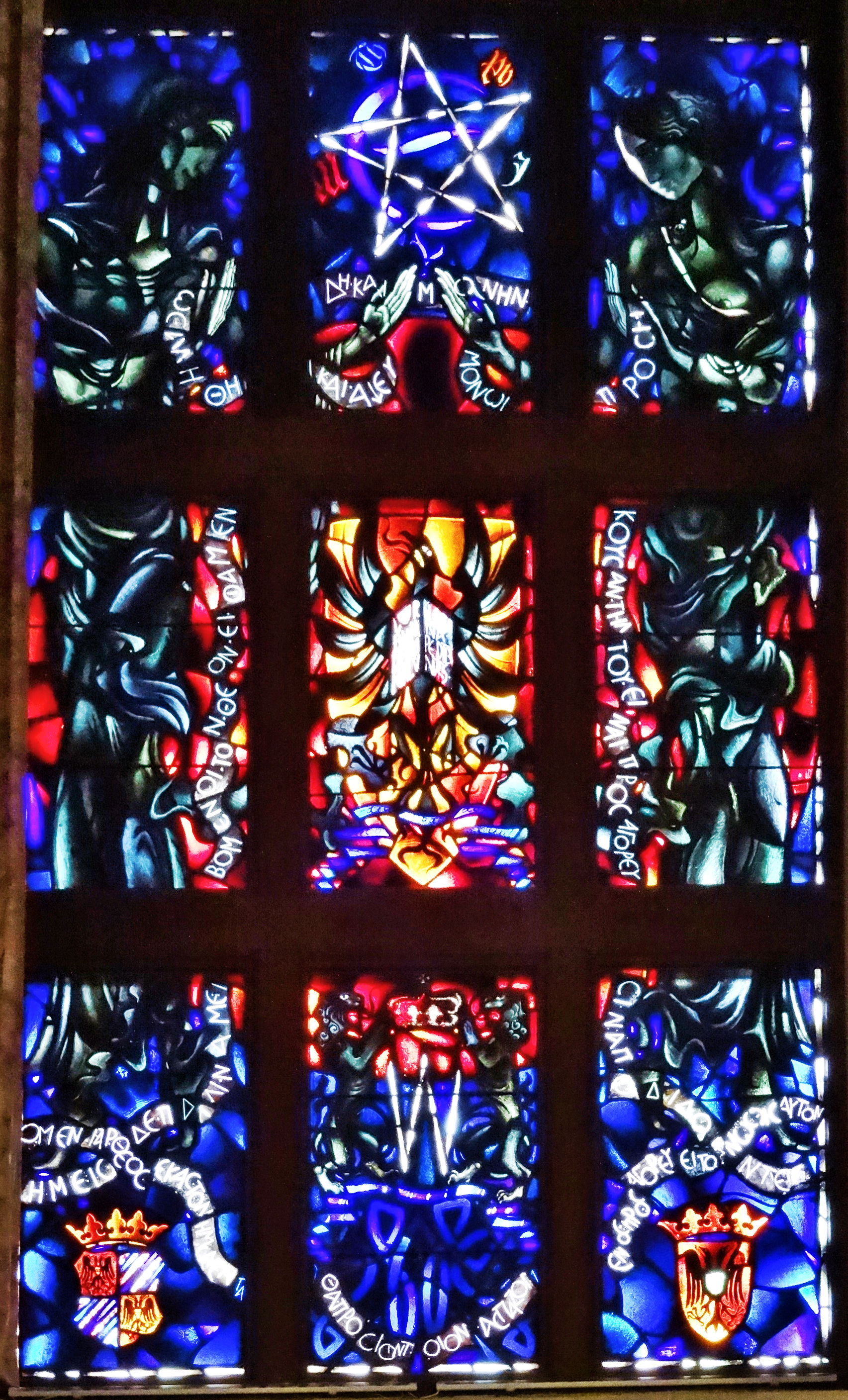
raam I Koninginneraam
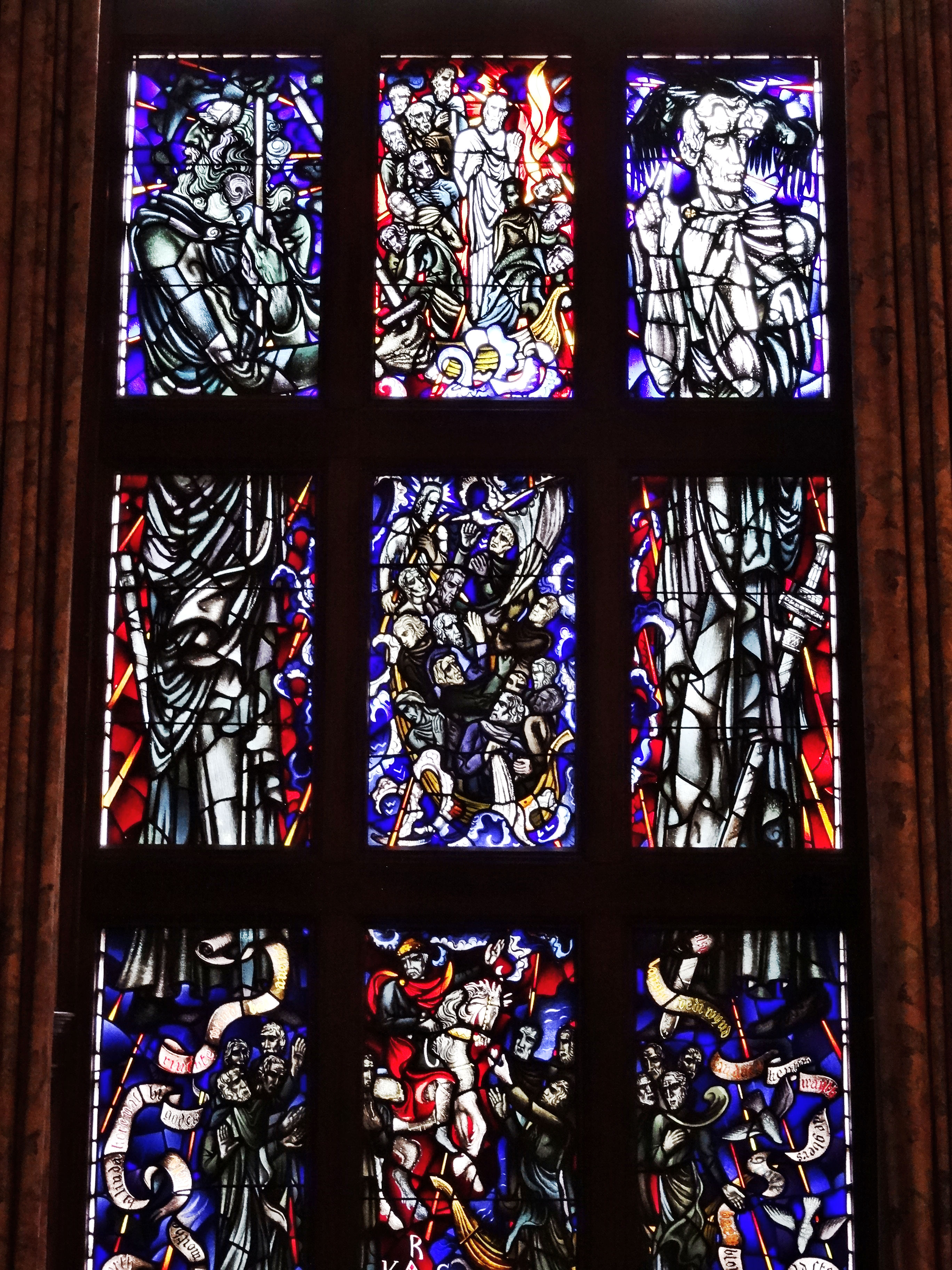
raam II
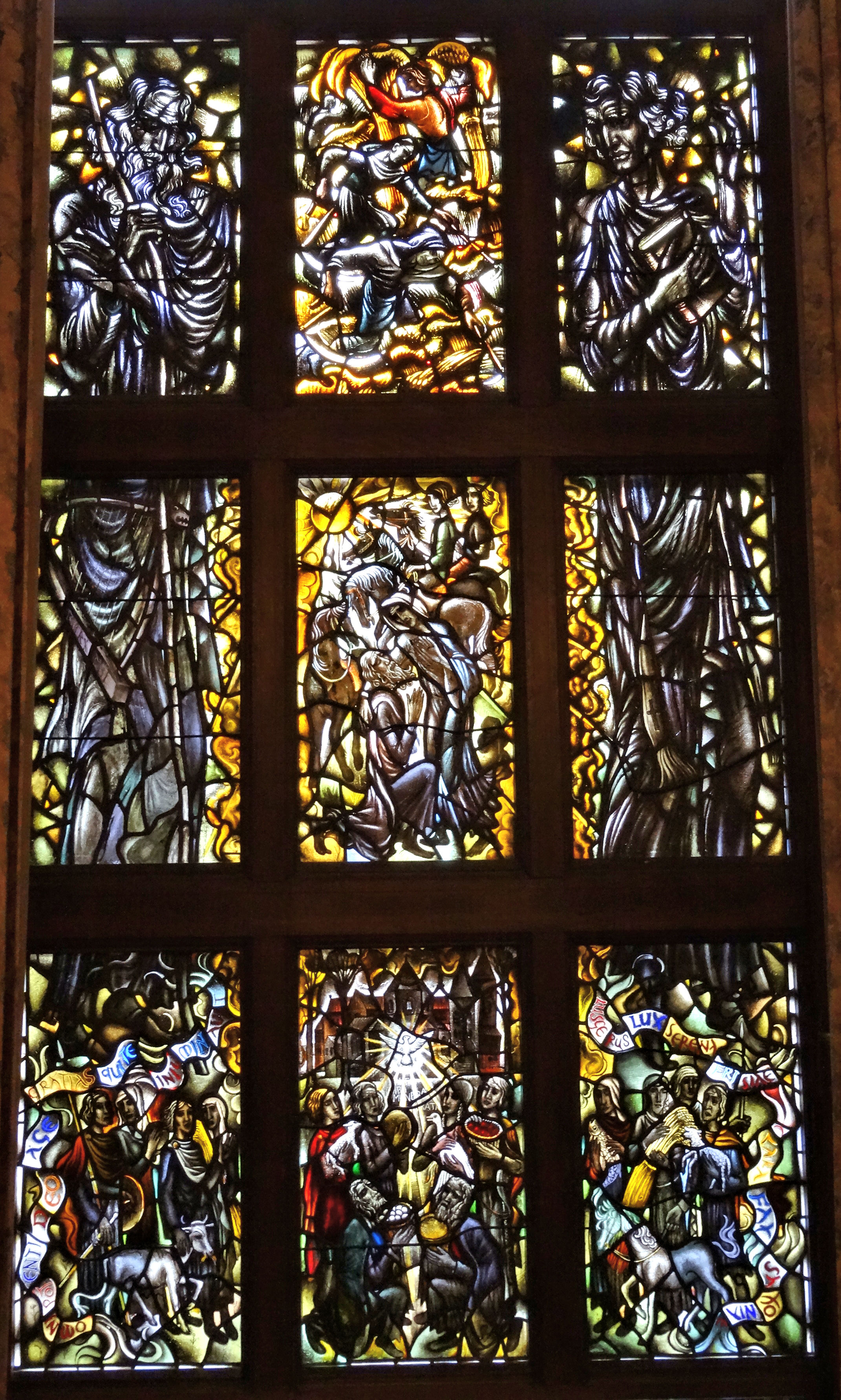
raam III
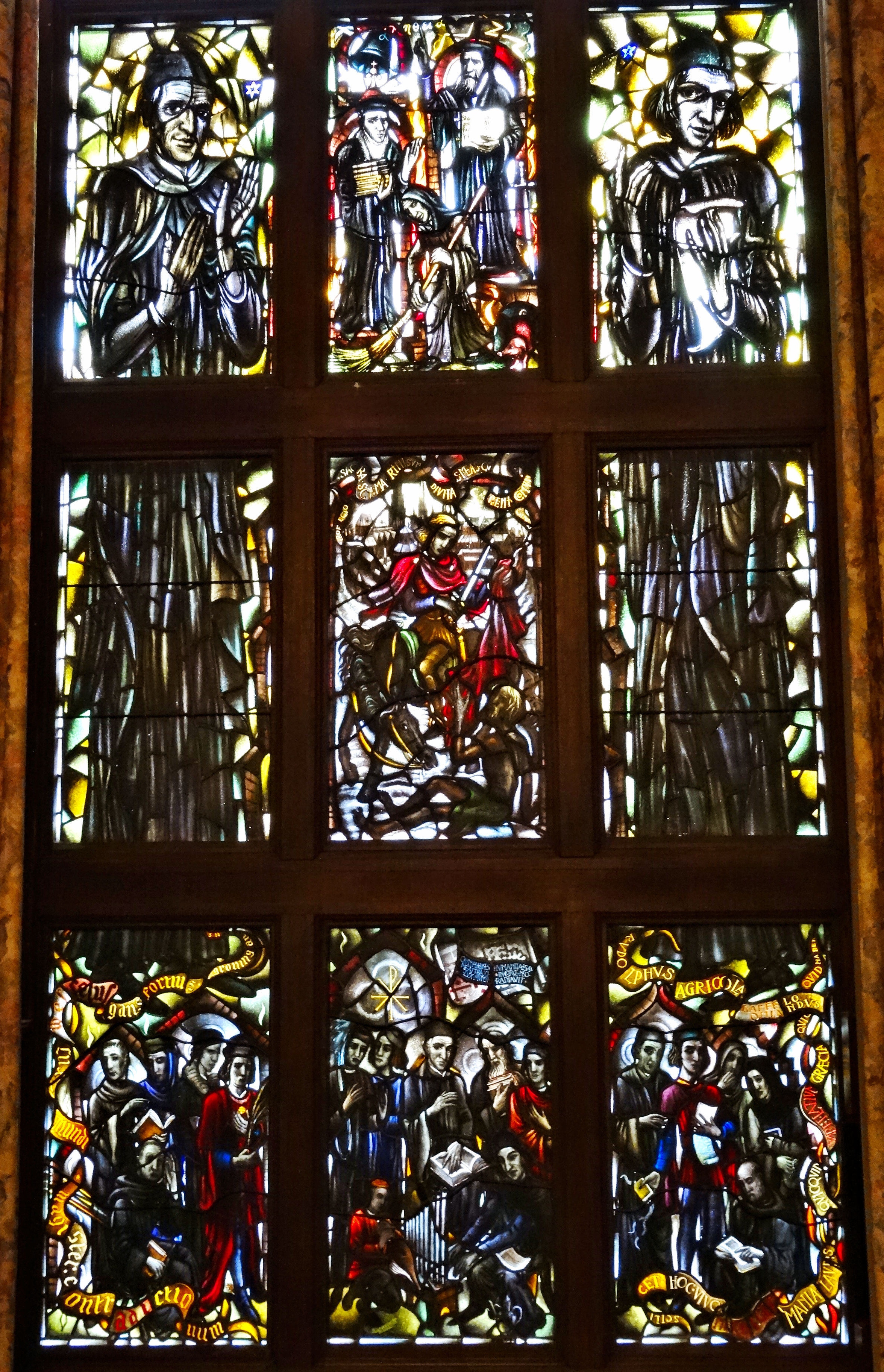
raam IV
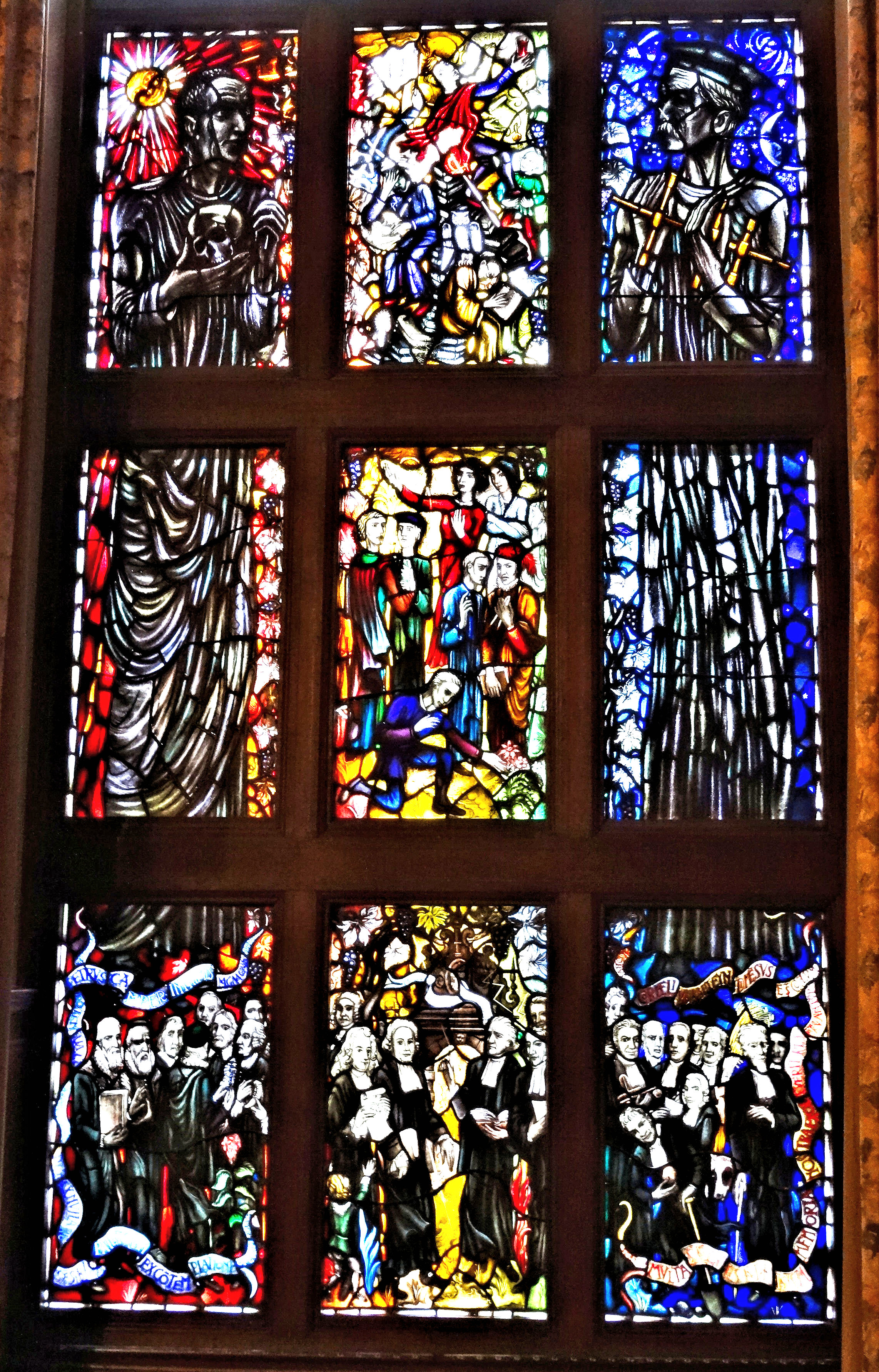
raam V

### Koninginneraam
Het Koninginneraam bestaat uit negen panelen in de primaire kleuren blauw, rood en geel, met diverse grijstinten. In het centrale paneel is een wapen te zien dat losjes is gebaseerd op het in 1615 vastgestelde wapen van de universiteit. De opengeslagen Bijbel verving Dijkstra door een boek in stijgende vorm, waarop de spreuk VERBUM DOMINI LUCERNA PEDIBUS NOSTRIS is te lezen, naar Psalm 119 vers 105: "Het woord des Heren is een lamp voor onze voeten". De dubbelkoppige adelaar veranderde in een feniks, met de gouden kleur van het schild als symbool van het vuur. Het geheel moet de kracht van het Woord Gods verbeelden en verwijst daarmee ook naar het "Mijn schild ende betrouwen" uit het zesde couplet van het Wilhelmus. Door een grote, rode schijf achter het wapen, wordt de centrale positie van het Boek versterkt.
Aan de linkerzijde staat een oudere vrouw, rechts een jonge vrouw met ontblote borst als voedster van de jonge generaties, priesteressen in de tempel van de wijsheid. De vrouwen zijn  personificaties van de wijsbegeerte en de moderne wetenschap. Zij houden een banderol vast met een tekst in het Grieks van Plutarchus, priester in de tempel van Delphi. De band symboliseert het neerdalen van Gods woord tot de mensen en het opstijgen van bedes tot God. Tussen de beide vrouwen is een wit pentagram te zien, met in Gotische letters de initialen van de vijf faculteiten van de universiteit: theologie, rechten, medicijnen, filosofie en letteren. Het pentagram is gedraaid afgebeeld om het dynamische karakter van de wetenschap uit te drukken.
Onderin staan het wapen van de provincie Groningen en het wapen van de stad Groningen, symbolen voor Stad en Ommelanden als stichters van de universiteit. De wapens staan aan weerszijden van de witte W, de initiaal van de koningin. Twee heraldische leeuwen vertegenwoordigen het Nederlandse volk en houden een kroon boven de W. Ze zijn geplaatst op een band met de spreuk Je maintiendrai. Daaronder vormt een blauw lint een omgekeerde W, die staat voor Willem van Oranje als stamvader van het koningshuis en grondvester van de nationale eenheid.
In het bovenraam van de balkondeuren onder het Koninginneraam zijn de aanleiding tot het raam en de naam van de maker vermeld. In het Latijn staat er: "Wilhelmina, koningin der Nederlanden, eredoctor ter herinnering aan de driehonderdste geboortedag van de Universiteit van Groningen. De Groninger Johannes Dijkstra heeft het raam ontworpen en in glas geschilderd. In het jaar 1938." Daarachter zijn een kroon en een bul te zien.

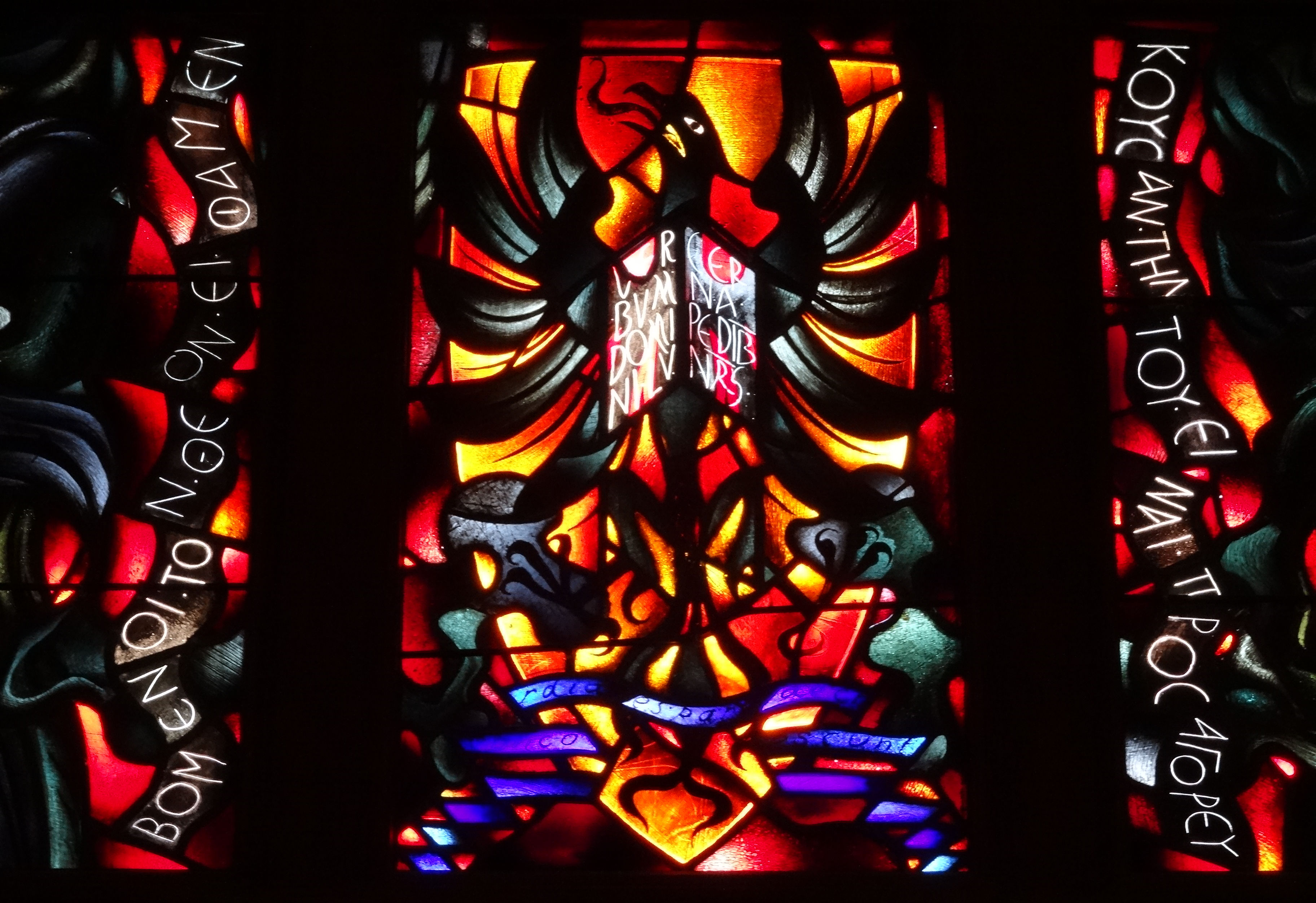
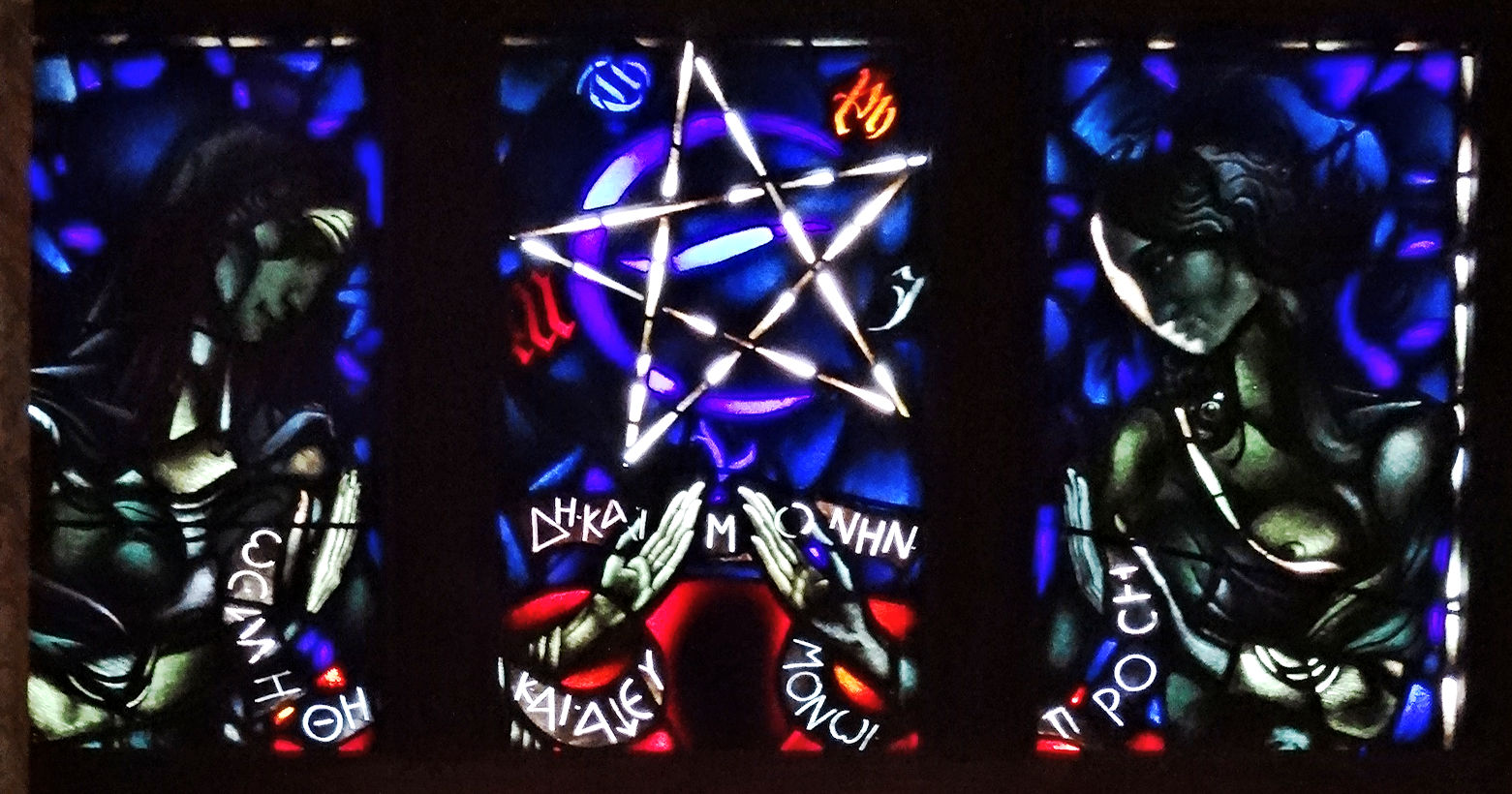
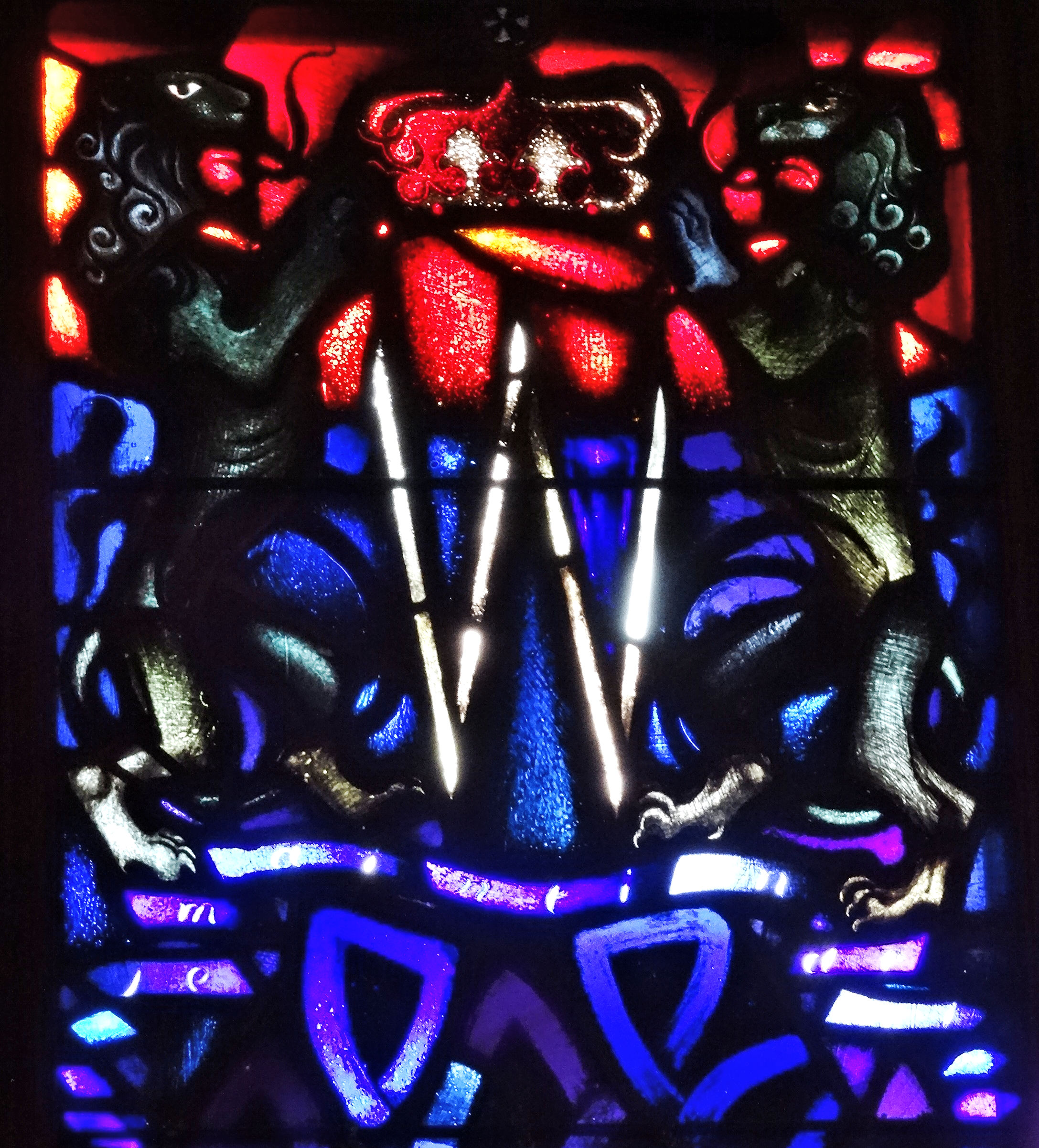
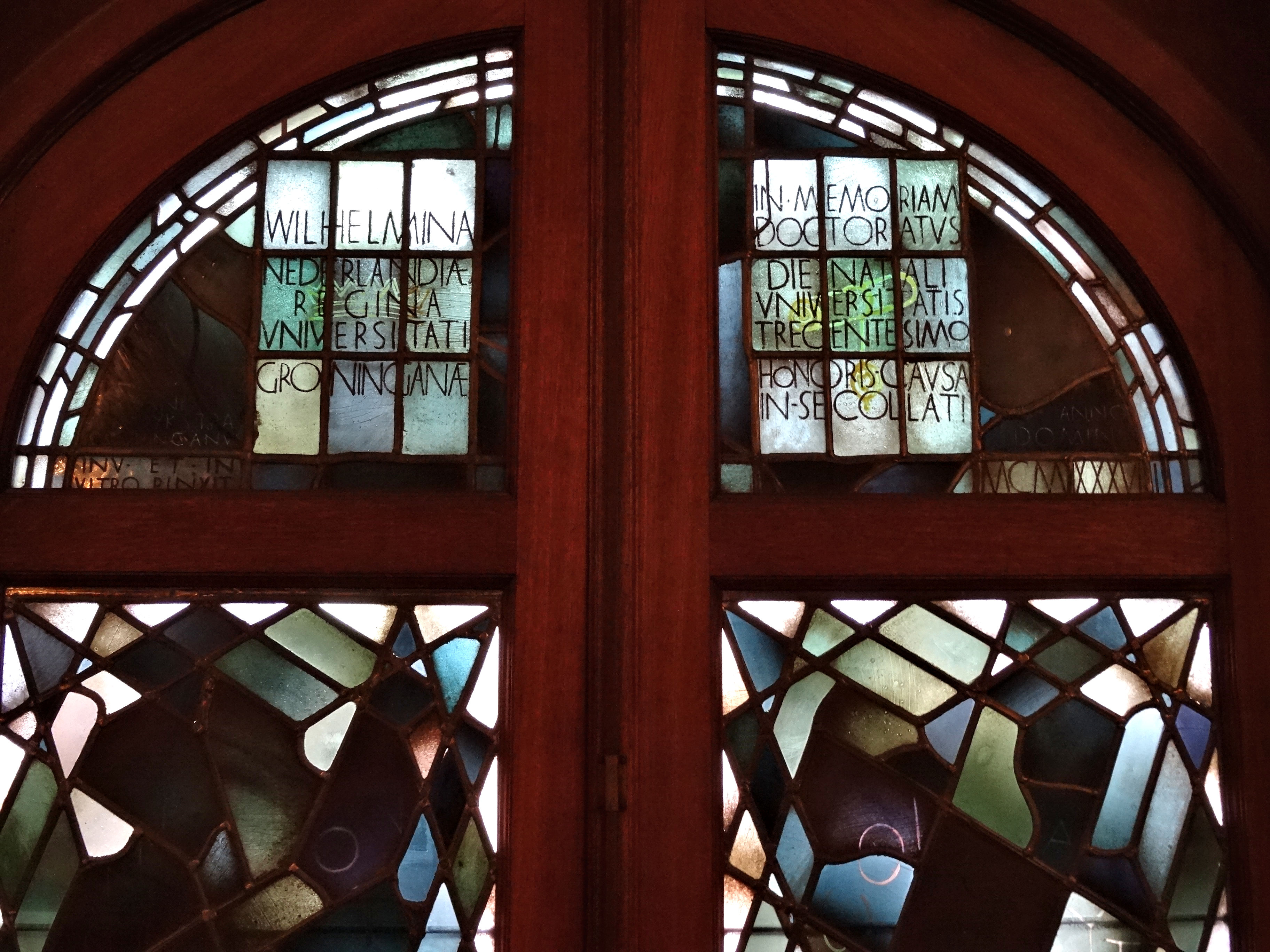

### De legende van het licht van Zeerijp
Het raam uiterst links (raam II) heeft het de legende van het Riepster licht als thema (een variant op de legende over het Fries recht). Keizer Karel de Grote wilde dat de Friezen hun rechtsregels op schrift vastlegden. Toen zij weigerden, riep hij de twaalf asega's van de Zeven Friese Zeelanden bijeen. Ook deze twaalf weigerden en ze kregen van de keizer de keus om te worden onthoofd, levend begraven of stuurloos de zee op gestuurd. De Friezen kozen voor de boot. Toen zij baden, zoals Willibrord hen dat geleerd had, verscheen een dertiende man aan boord (Christus) die heb bij Zeerijp veilig aan land liet gaan. De staf van Christus kwam aan wal tot ontbranding en werd een baken. 
Op het raam is in het middenpaneel de sage te zien, van beneden naar boven een paneel met Karel de Grote te paard te midden van de asega's, daarboven het schip met de twaalf mannen te zien en in het bovenste paneel dezelfde groep met Christus aan boord, vergezeld van een vuur. Aan de linkerzijde staat een oude asega, die terugkijkt op het verleden. Aan zijn voeten een spreuk uit het Hunsingoër Landrecht. Aan de rechterzijde staat een jonge asega met schrijftablet, klaar om het recht vast te leggen. Bij zijn hoofd vliegen Huginn en Muninn, de raven van Odin. 

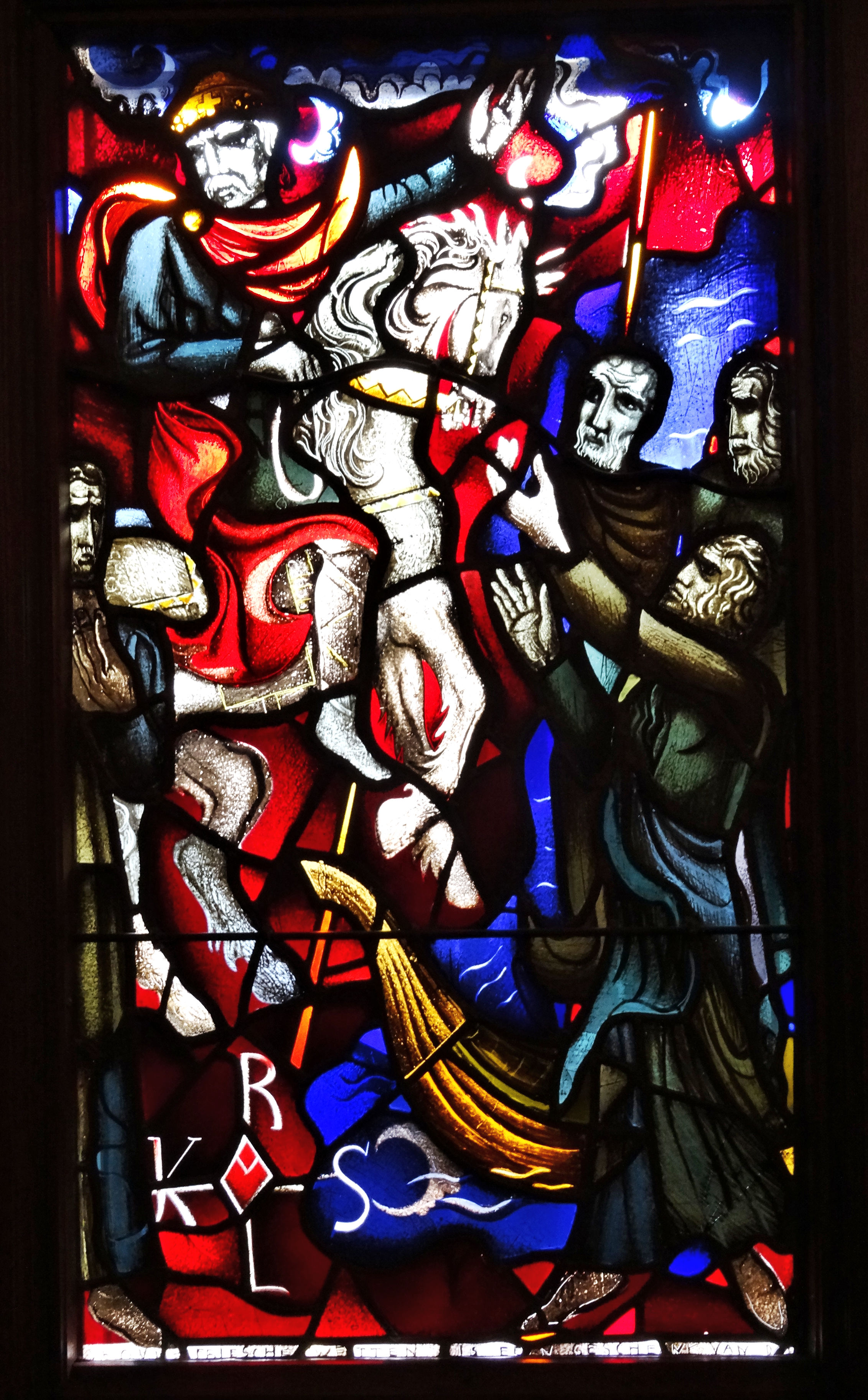
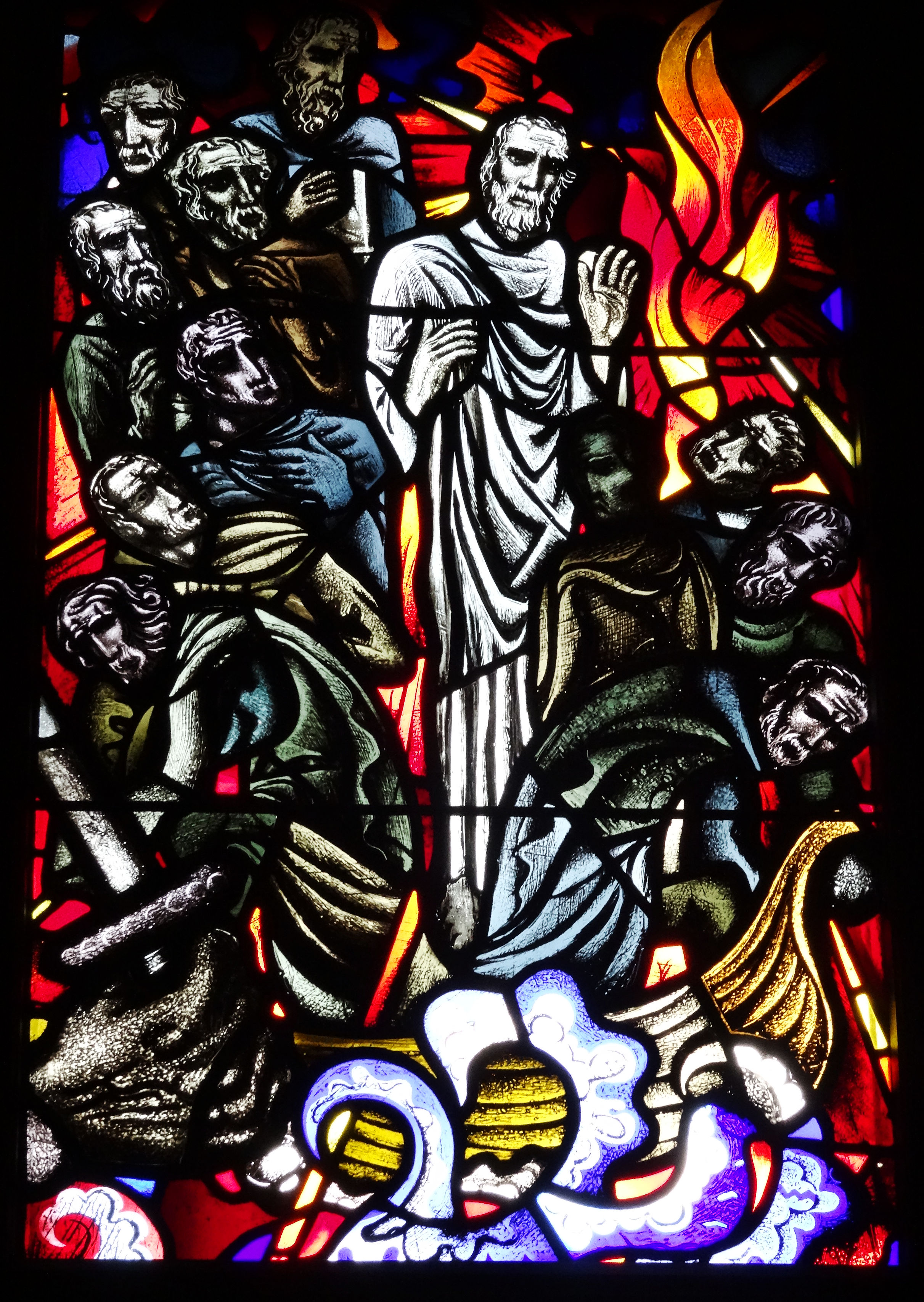
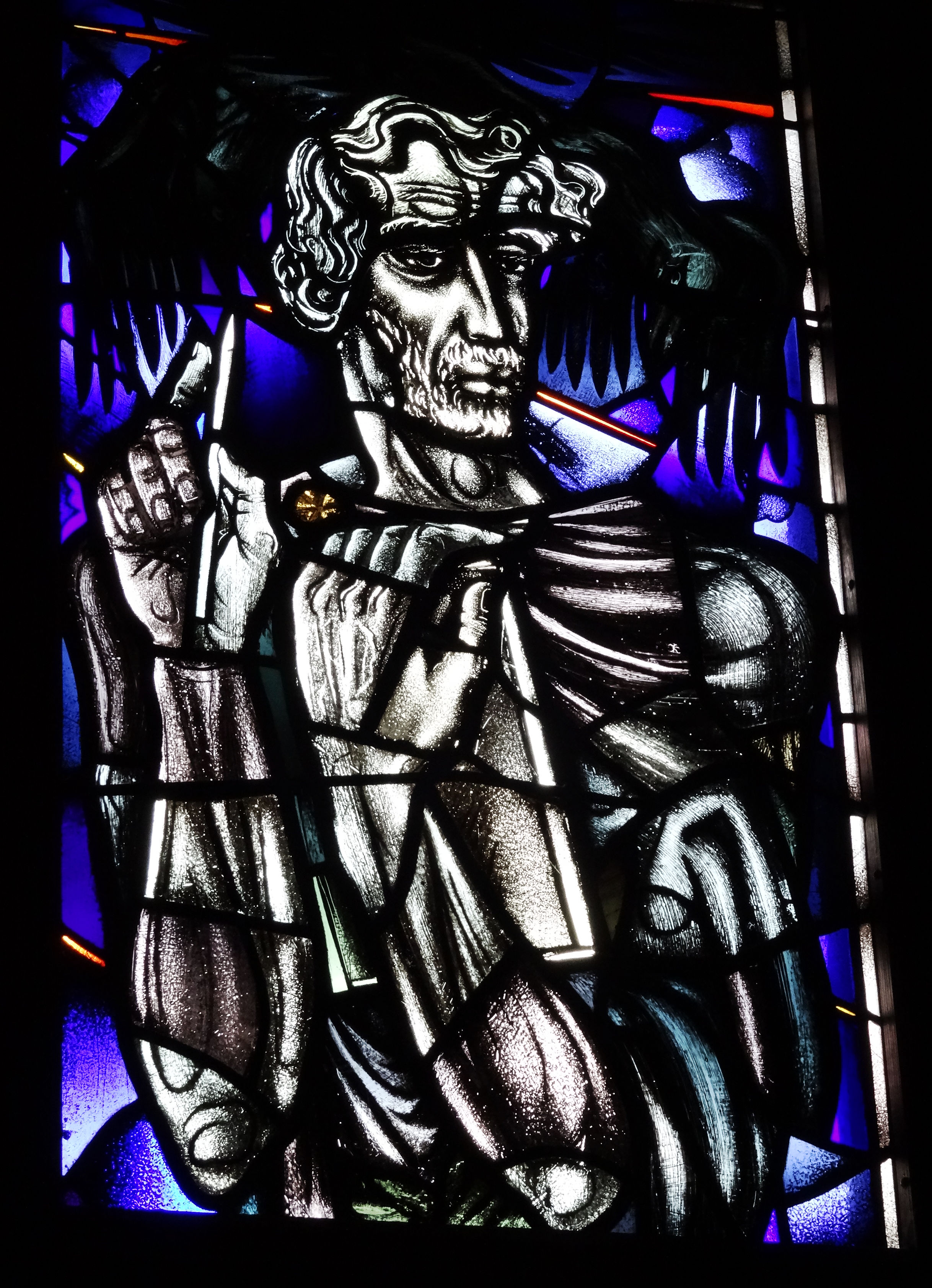

### De komst van het christendom
Het volgende venster (raam III) verbeeldt de komst van het christendom. Karel de Grote wilde de Ommelanden kerstenen, de Friezen vroegen om een prediker die hun taal sprak en Liudger werd naar het noorden gestuurd. Volgens de legende genas Liudger in Helwerd de blinde bard Bernlef, waarbij hij zei: "Breng dank aan de almachtige God, die u het licht gegeven heeft". Deze legende wordt verbeeld in het middelste paneel. Bernlef staat als groot figuur aan de linkerzijde van het raam, rechts staat Liudger. Het licht staat centraal in het raam, als tegenhanger van het donkere raam van de asega's. In de onderste rij zijn de Ommelanders te zien, die gaven geven aan de kerk. Op de achtergrond staan de Groningse Sint-Walburgkerk en een oude vorm van de Martinikerk, beide kerken hebben daadwerkelijk naast elkaar bestaan. In het bovenste raam wordt het werk van de schiere monniken verbeeld.

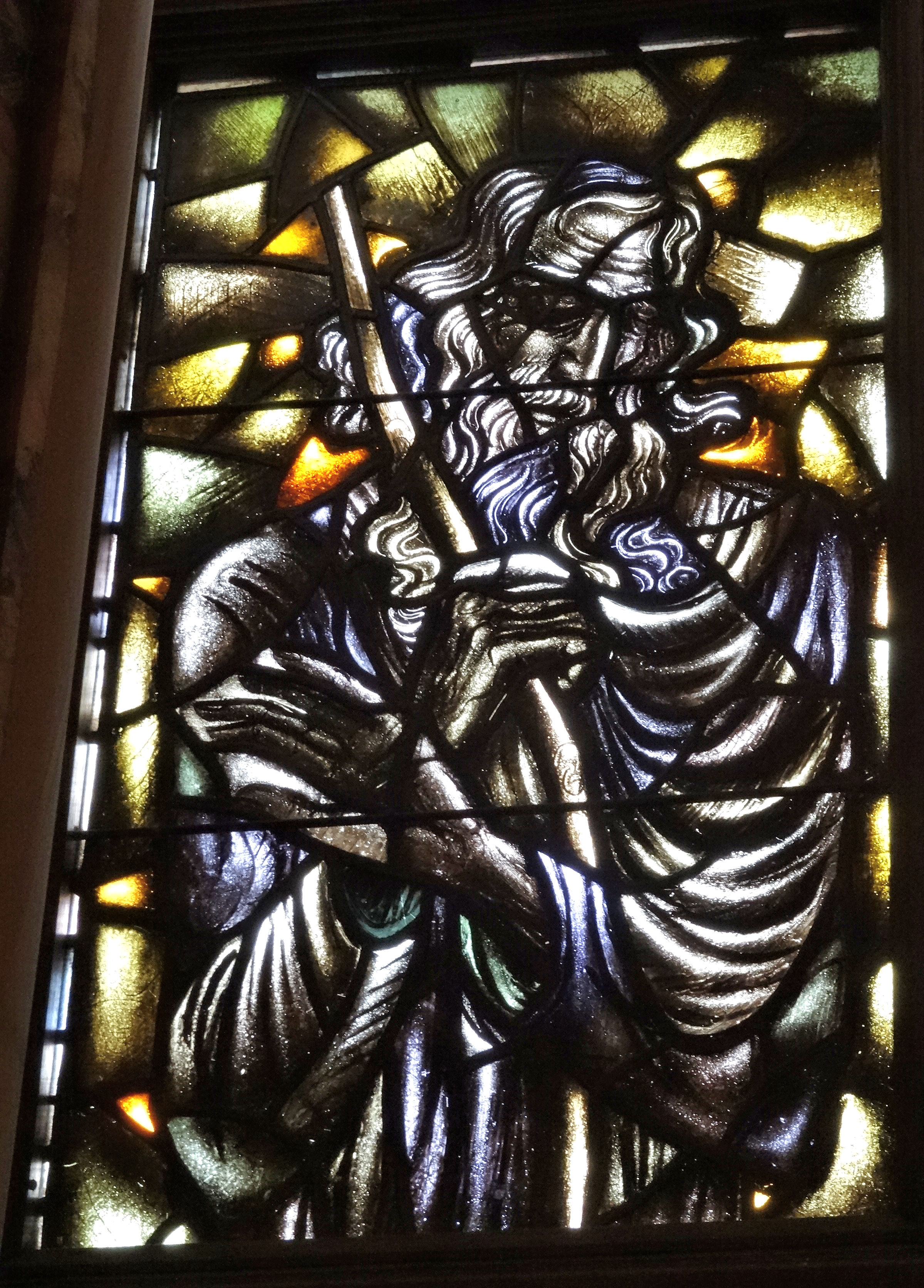
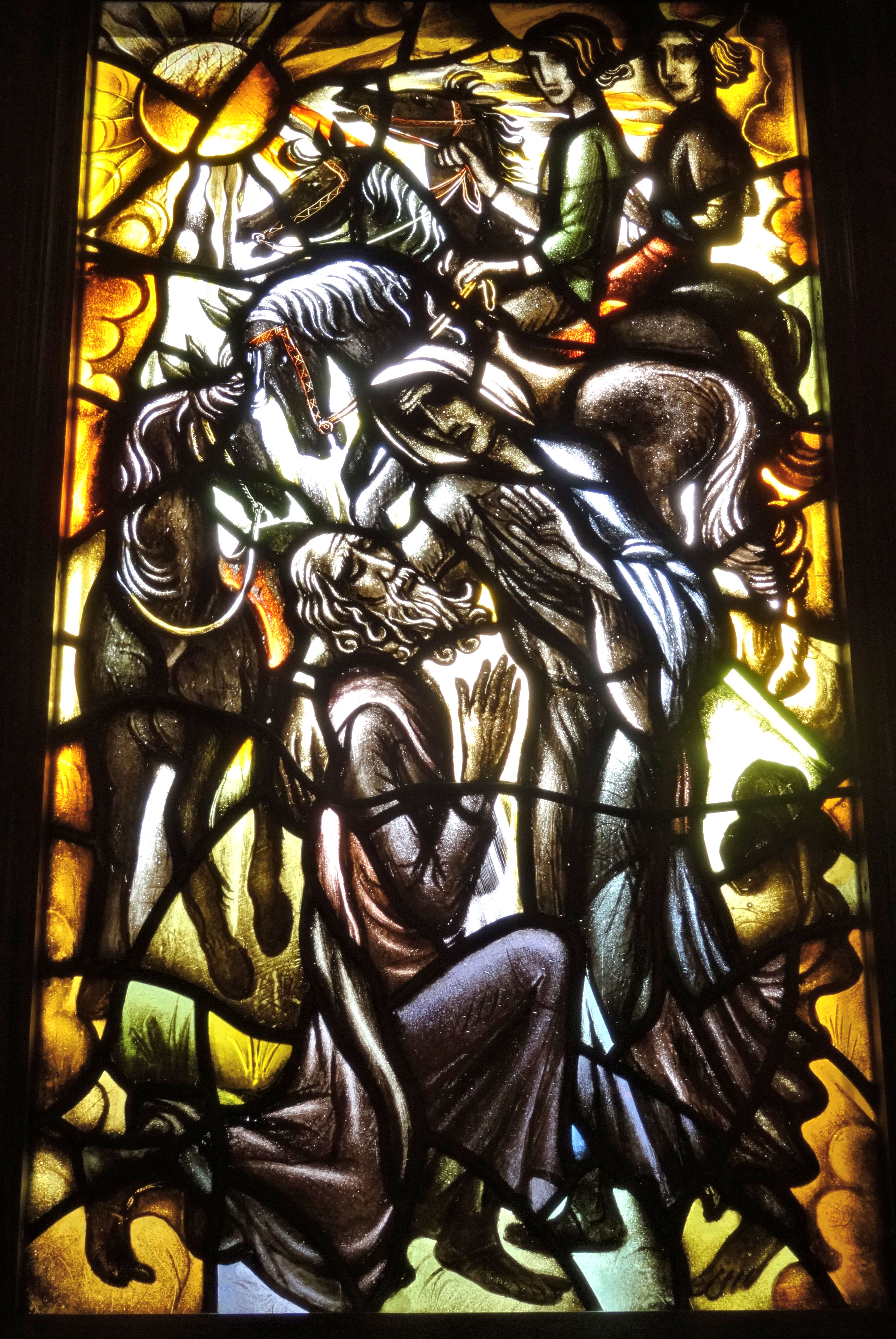
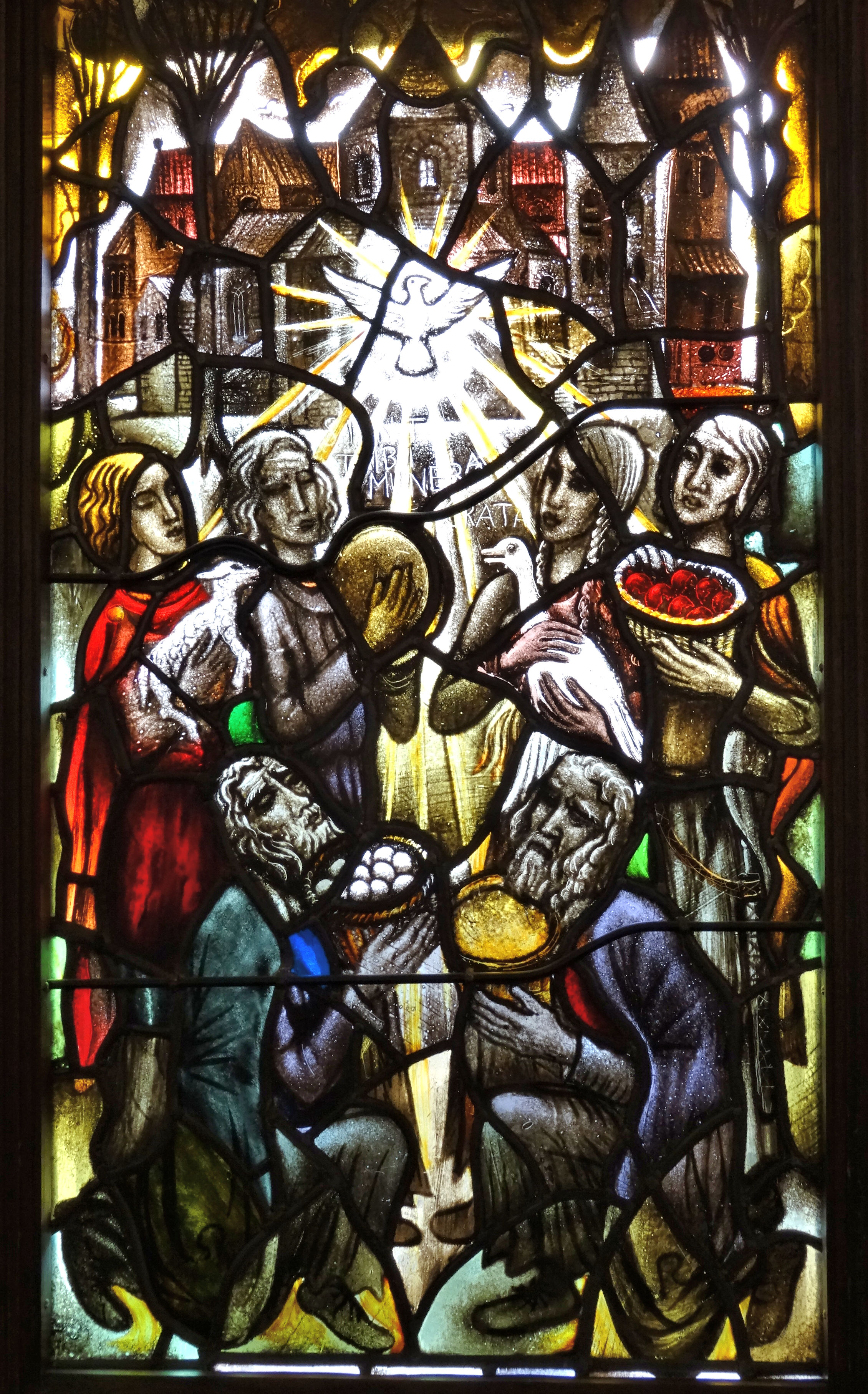

### Humanisme en de Reformatie
Het eerste raam aan de andere zijde van het Koninginneraam (raam IV) verwijst onder meer naar de abdij van Aduard, die als centrum van humanisme kon worden beschouwd. Omgeven door de rode baksteen van het klooster zijn in de onderste drie panelen leden van de Aduarder Kring afgebeeld en ander humanisten, onder wie de abt Hendrik van Rees en Wessel Gansfort, Gosewinus van Halen, Rudolf Agricola, Alexander Hegius en Onno van Ewsum. 
In het centrale paneel is de patroonheilige van de stad Groningen te zien, Sint-Maarten, gezeten te paard. Hij geeft de helft van zijn mantel aan een bedelaar. Op de achtergrond onder meer de Walburgkerk en Martinikerk, het huis van de Broeders van het Gemene Leven en de Der Aa-kerk. Het bovenste paneel toont de Broeders van het Gemene Leven, die verplicht waren de straten schoon te houden en daarnaast les gaven in Latijn en Grieks. De beide staande mannen zijn Regnerus Praedinius, rector van de St. Maartensschool, en Albertus Risaeus. De broeders kunnen worden gezien als de eerste hervormers.
De grote figuren in de zijpanelen zijn Wessel Gansfort (links) en Rudolf Agricola (rechts). De twee sterren bij hun hoofden verwijzen naar een uitspraak van Lodovico Guicciardini, die in 1567 over beide mannen schreef "dat deze de twee sterren van Groningen zijn geweest die heel Germania, hoog en laag, verlicht hebben".

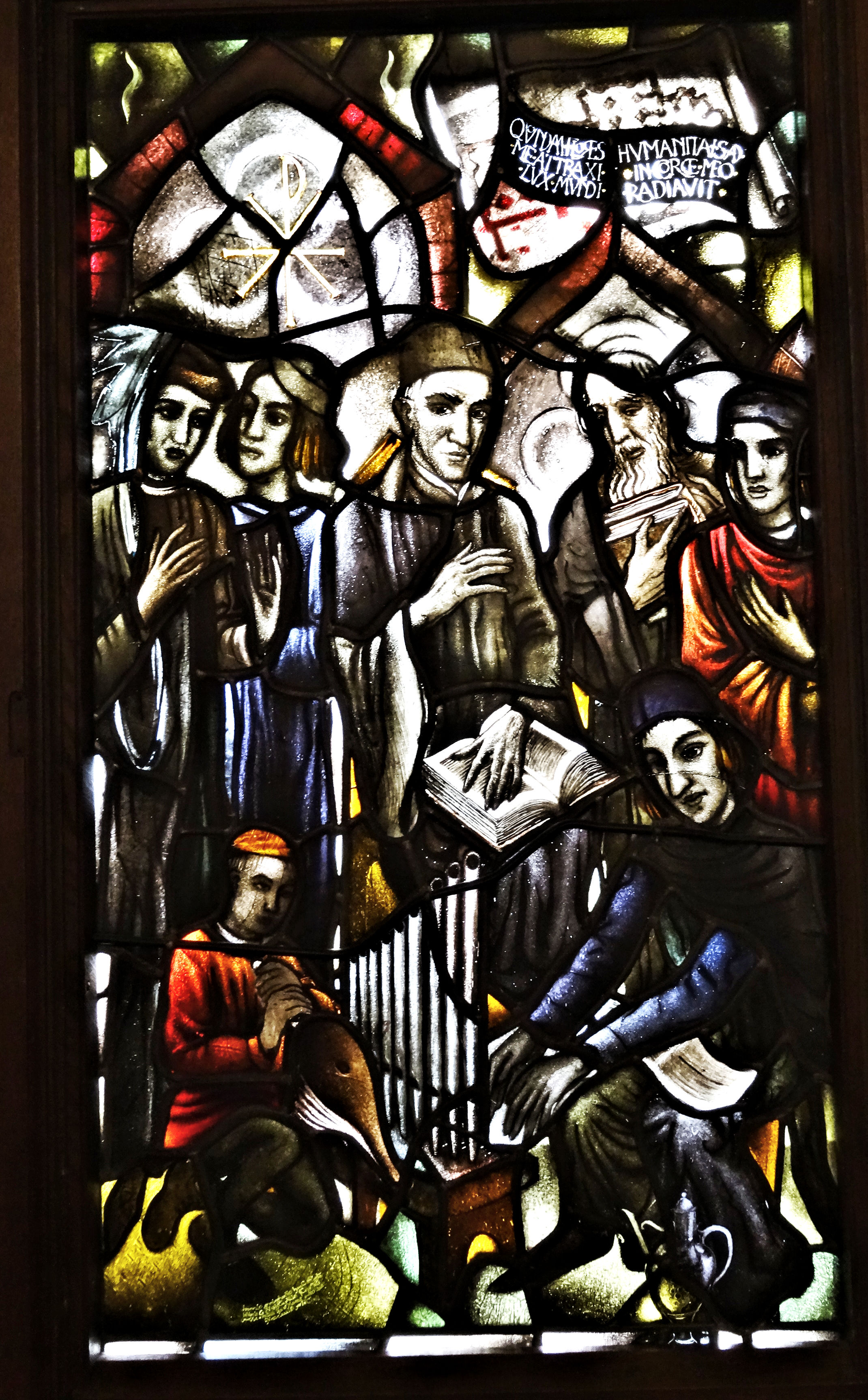
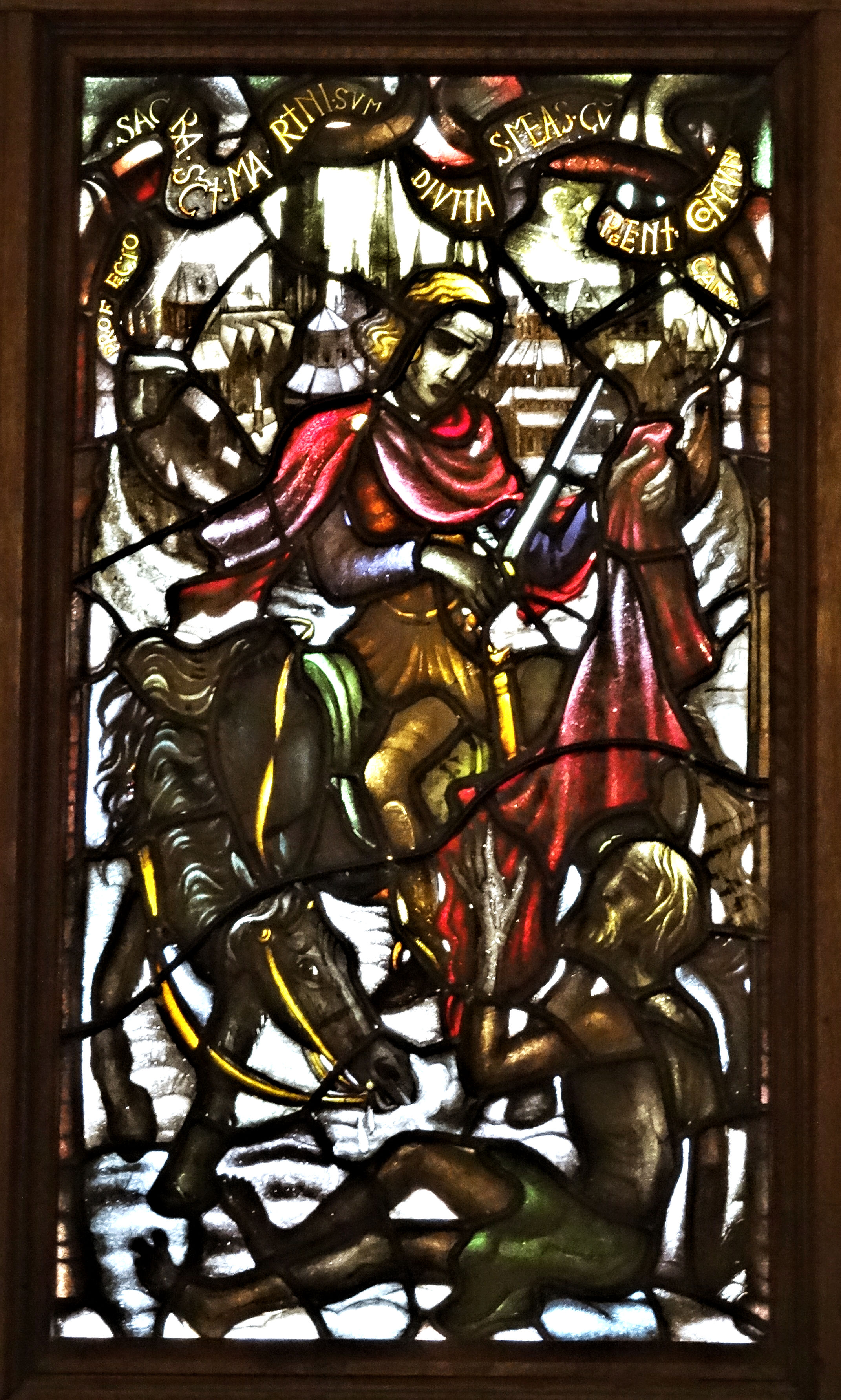
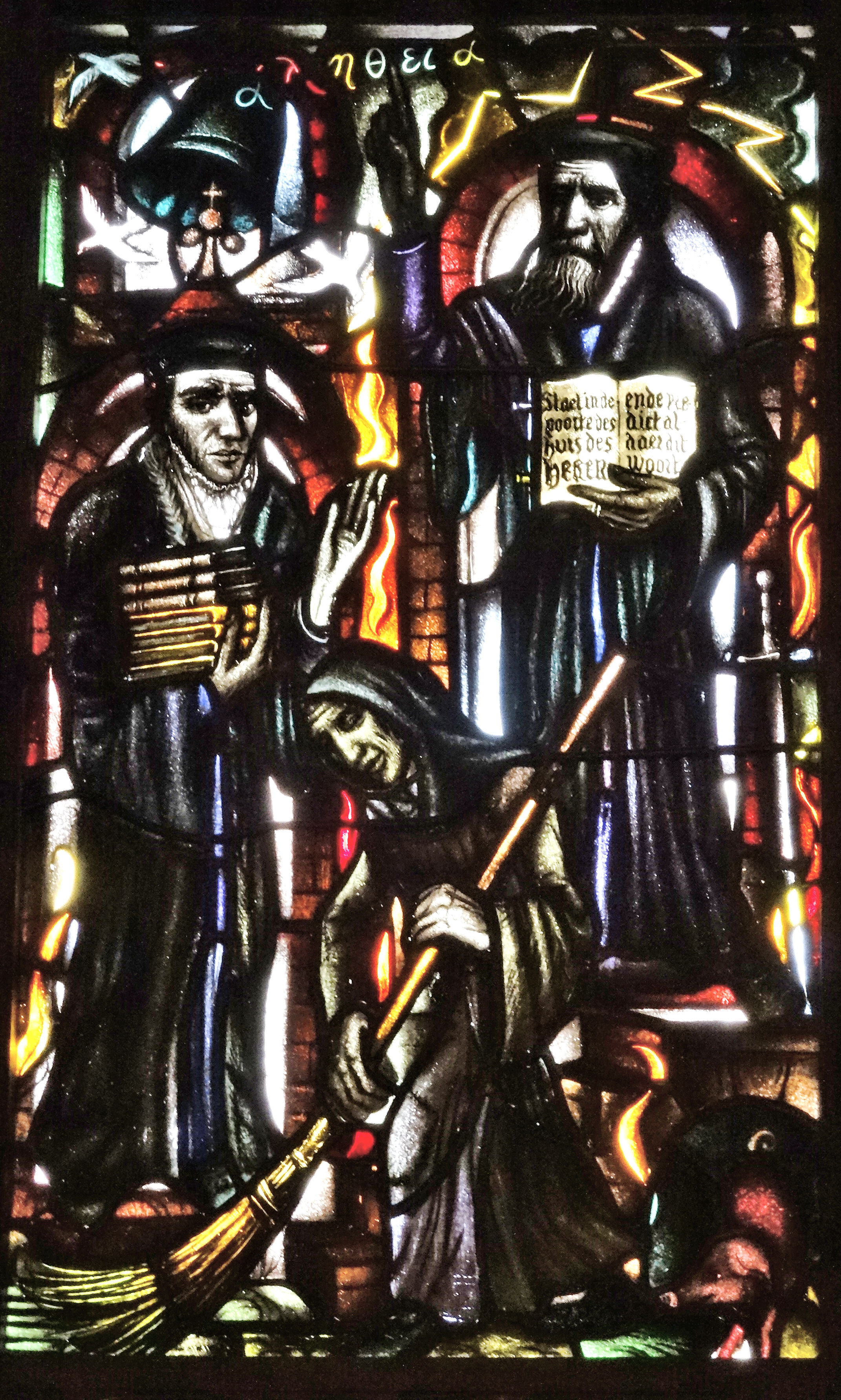

### De moderne tijd
De moderne tijd wordt verbeeld in het raam uiterst rechts (raam V). In de onderste panelen worden diverse mannen afgebeeld, die belangrijk waren voor de ontwikkeling van de universiteit. In het linkerpaneel onder anderen de eerste rector Ubbo Emmius, Franciscus Gomarus, Martinus Schoock, Henricus Munting, de stichter van de Hortus Botanicus in Groningen, en Petrus Camper. In het middelste paneel onder anderen Wouter van Doeveren, Henri Guyot, oprichter van een dovenschool in de stad en professor honorarius, Johan Bernoulli, met achter hem zijn zoon Daniel Bernoulli en Petrus Hofstede de Groot, die met zijn collega's Johan Frederik van Oordt en L.G. Pareau tot de zogenaamde Groninger Godgeleerden behoorde. Op de achtergrond de poort van het eerste universiteitsgebouw. In het rechter paneel zijn onder anderen Barthold Henrik Lulofs, Jacob Baart de la Faille, Johan Huizinga, Theodorus van Swinderen, Gerard Heymans en Leo Polak afgebeeld. Polak was van Joodse komaf, tijdens de Tweede Wereldoorlog werd hij gearresteerd en op transport gesteld. Hij overleed in het concentratiekamp Sachsenhausen. 
De twee grote figuren in de zijpanelen zijn de anatoom Petrus Camper en de astronoom Jacobus Cornelius Kapteyn, beiden rector magnificus van de universiteit. Camper bestudeerde de natuur, Kapteyn het universum. In de handen van de mannen en op de achtergrond zijn diverse onderdelen te zien die daarnaar verwijzen, waaronder de schedel in de hand van Camper en het Melkwegstelsel achter het hoofd van Kapteyn.
Het centrale paneel toont een tuin met de fontein van de wetenschap en diverse types studenten die discussiëren, rechtsboven staan Aletta Jacobs en Anda Kerkhoven. Kerkhoven was koerierster tijdens de oorlog, ze werd kort voor de bevrijding om haar verzetsactiviteiten gefusilleerd. In het bovenste middenpaneel wordt het studentenleven verbeeld met onder meer een stapel boeken en de uil als symbool van wijsheid. Links is een student te zien die als vrijwillig soldaat meestreed tijdens de Belgische Revolutie (1830), met achter hem een vaandel uit 1672, het jaar van het Gronings Ontzet. Boven op de boeken is een net afgestudeerde jongeman in rode cape te zien, met het zwaard van studentenvereniging Vindicat aan zijn zij. In zijn handen een glas wijn en de felbegeerde bul.

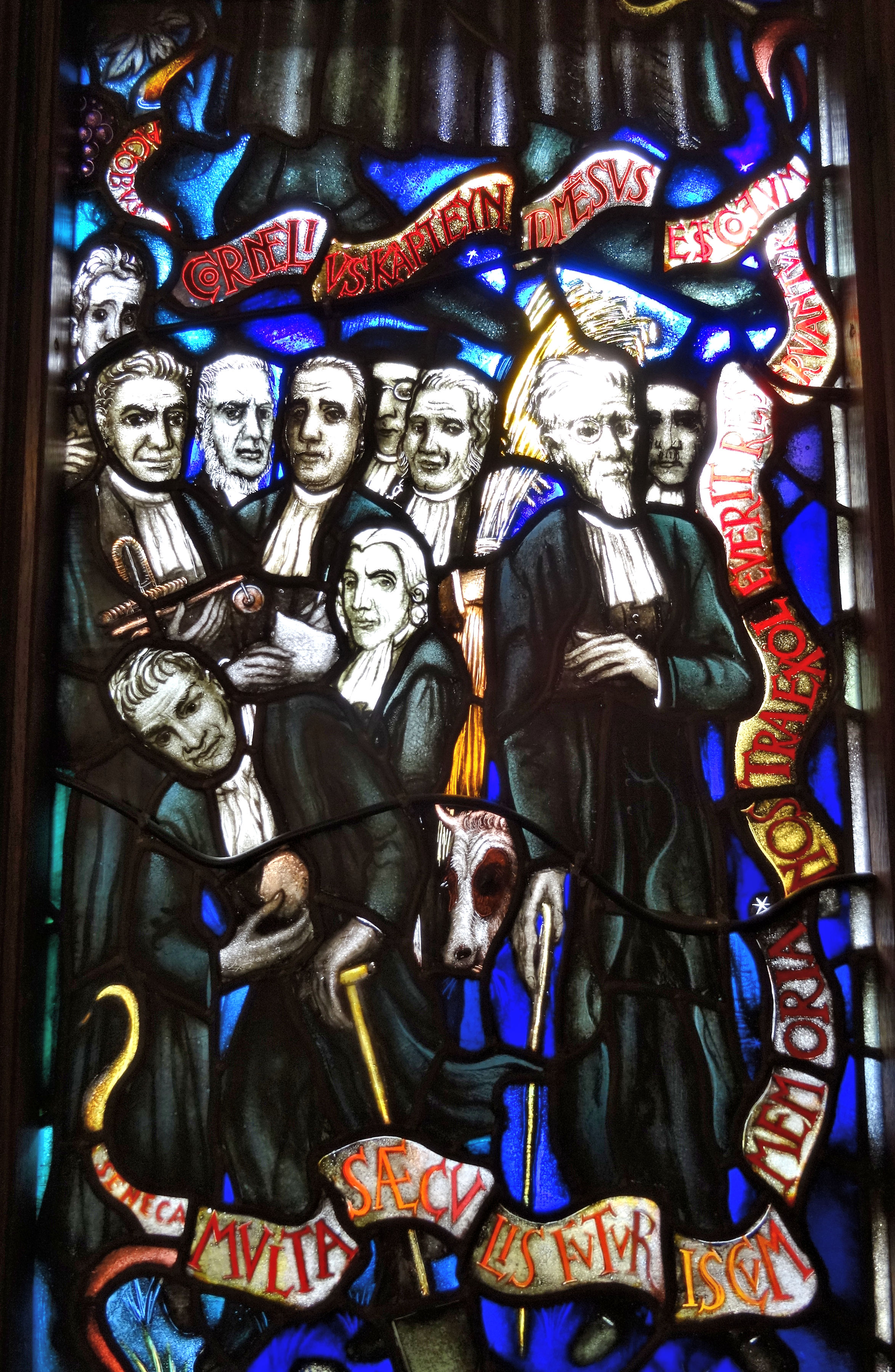
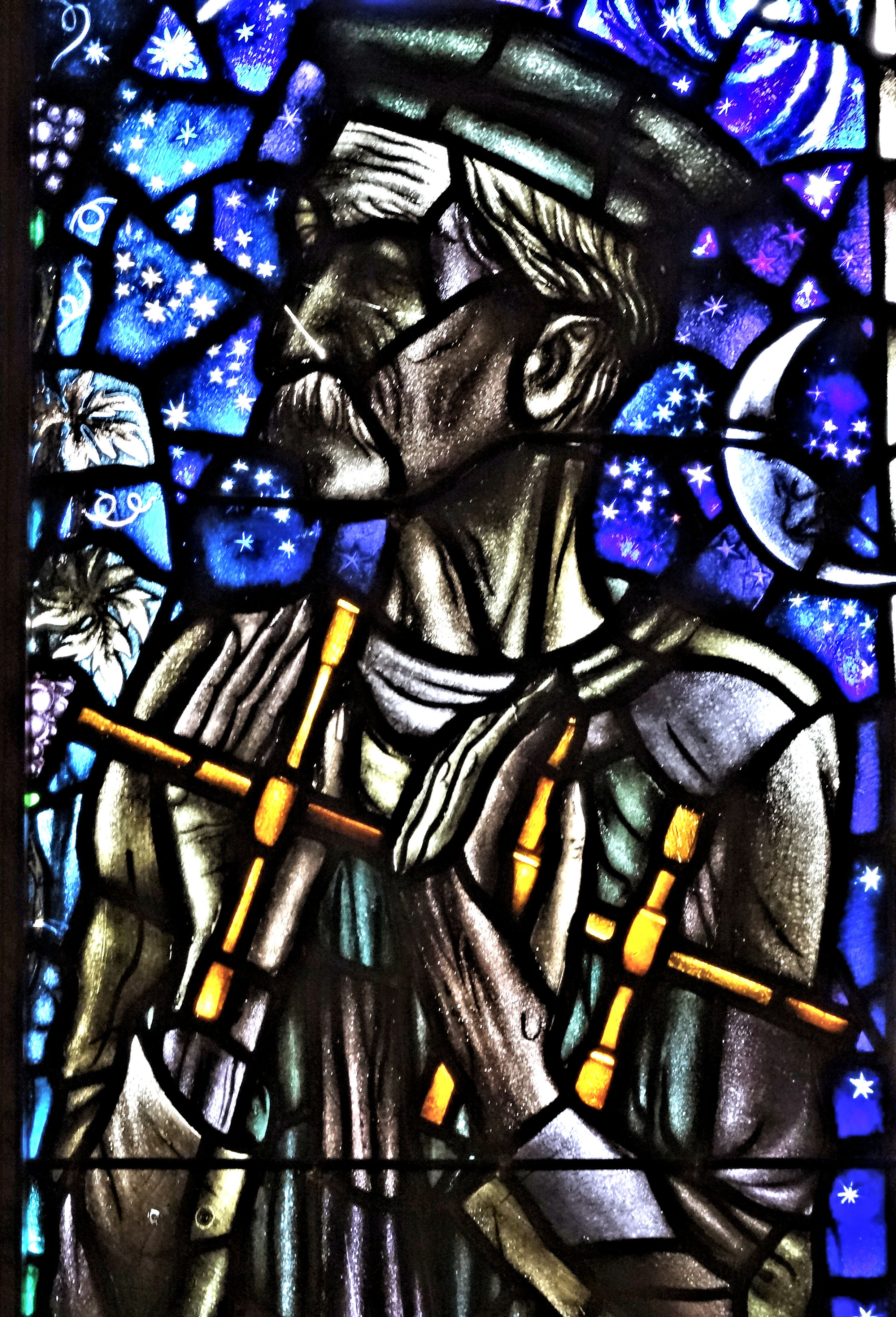
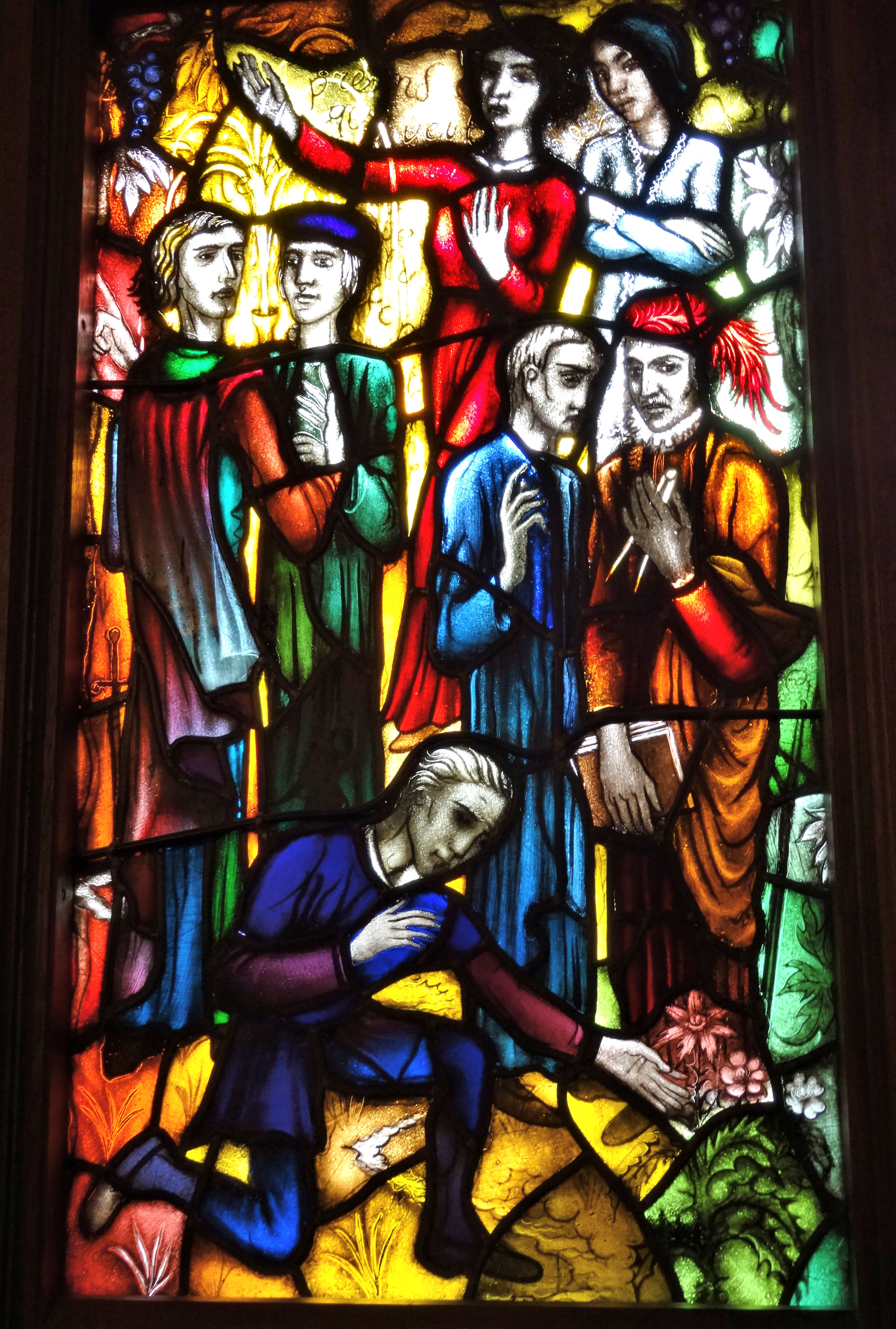
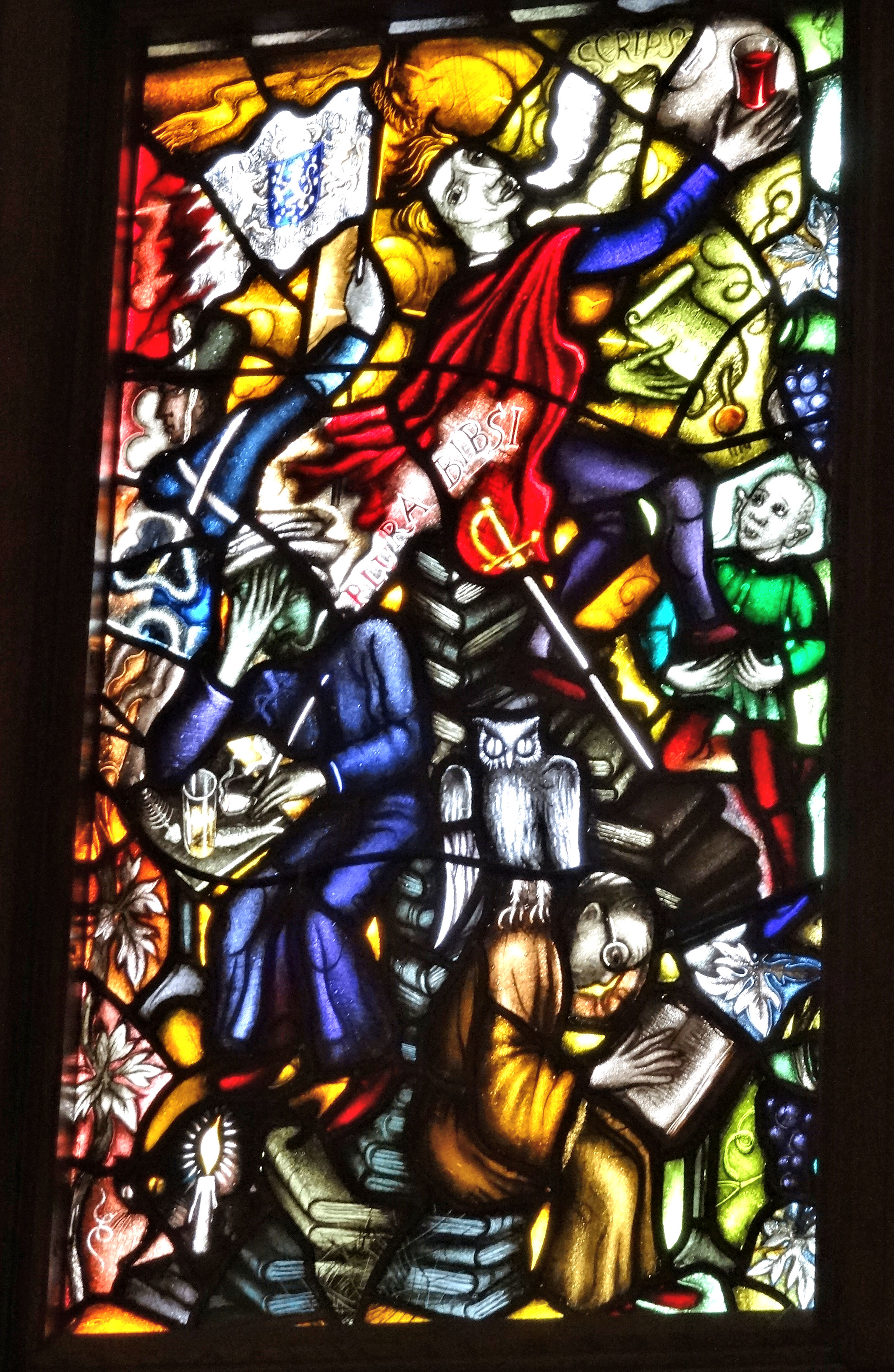